# أبو نصر الأزدي
أبو نصر يوسف بن عمر بن محمد بن يوسف بن يعقوب بن إسماعيل بن حماد بن زيد بن درهم الأزدي الجهضمي (305 هـ - 356 هـ)، فقيه ظاهري وقاضي، ولغوي وأديب. وهو آخر من ولي القضاء ببغداد من ولد حماد بن زيد.

## سيرته
ولد سنة 305 هـ، أصله من البصرة، وسكن بغداد.
ولي القضاء في حياة أبيه بمدينة بغداد واستقبل به بعد أبيه (القاضي أبو الحسين عمر بن محمد الأزدي). وكان متوسطاً في الفقه، وحازقاً بالقضايا، بارعاً في علم الأدب والكتابة، واسع العلم باللغة والشعر، تام الهيبة. ولا نعلم ممن تقلد القضاء أعرف القضاء منه ومن أخيه الحسين، وكان يعقوب جدهم قاضي المدينة أيام محمد الراضي بالله.
وذكر ابن حزم أن أبا نصر كان مالكيًا، ثم رجع عن ذلك إلي مذهب داود بن علي الظاهري، وله في ذلك تواليف كثيرة واحتجاجات. وقد كان جده القاضي أبو عمر محمد بن يوسف بن يعقوب الأزدي صاحباً لمحمد بن داود الظاهري، حدث عنه، فلعل القاضي أبو نصر تأثر بجده. وتمم كتاب «الإيجاز» لـ محمد بن داود الظاهري.
توفي القاضي أبو نصر يوم الأربعاء لثمان خلون من ذي القعدة سنة 356 هـ.